# 일진다이아몬드
일진다이아몬드는 공업용 합성 다이아몬드를 제조 및 판매하는 코스피 상장 기업이다. 상장기업명으로는 일진다이아로 쓴다.

## 산업
공업용 합성다이아몬드의 원자재는 흑연으로 수급에 문제가 발생할 소지는 없다. 제조는 초고압, 고온 공정기술에 의하며, 제품은 기계, 자동차, 건축, 금속, 광산, 전자산업, LED 등 각종 산업에 널리 쓰인다. 즉 특정 산업에 의존적이지 않아 일정 수요가 꾸준히 유지되는 형태를 보인다.

## 실적
매출구성은 공업용다이아몬드 89%가량, 초경합금 11%가량으로 이루어진다. 매출액은 2014년 기준으로 매분기 200억 이상이 나온다.